# Marc Vanden Bussche
Marc Vanden Bussche (Diksmuide, 16 april 1950) is een Belgisch notaris, vastgoedmakelaar en politicus voor Open Vld.

## Biografie

### Studies
Vanden Bussche ging naar de middelbare school op het College Veurne. Daarna behaalde in 1973 een licentie in de rechten en in 1974 een licentie in het notariaat aan de Rijksuniversiteit Gent en in 1974 een licentie in het Europees recht aan de Vrije Universiteit Brussel. Hij werd in 1976 ook Master of Laws aan de Engelse University of Exeter. Hij ging aan de slag op het notariskantoor van zijn vader in Koksijde en nam in 1982 de leiding ervan over. Vanden Bussche bleef actief als notaris tot in 2009 en kreeg toen de titel van erenotaris.

### Gemeenteraadslid
Vanden Bussche stapte in 1982 ook in de gemeentepolitiek en werd na de verkiezingen van dat jaar voor Gemeentebelangen gemeenteraadslid van Koksijde. Bij de verkiezingen van 1988 was hij met Jan Loones een van de kopstukken van de lijst D88.
De beslissing om garages te laten bouwen onder de zeedijk in Oostduinkerke werd twee keer vernietigd omdat hij als raadslid aanwezig was bij de stemming terwijl hij als notaris optrad ten voordele van de privé-investeerder.

### Burgemeester
Later stapte Vanden Bussche over naar de liberale PVV, vanaf 1992 VLD genaamd, waarvoor hij in januari 1995 burgemeester werd. Hij werd daarna telkens opnieuw verkozen en bleef bijna dertig jaar burgemeester. Bij de lokale verkiezingen van oktober 2024 besloot hij niet meer op te komen.

### Vlaams parlement
Eind 2008 stapte hij over naar LDD van zijn jeugdvriend Jean-Marie Dedecker. Bij de rechtstreekse Vlaamse verkiezingen van 7 juni 2009 werd hij verkozen in de kieskring West-Vlaanderen. Hij bleef Vlaams Parlementslid tot mei 2014. Hij was er actief in de commissies Landbouw, Visserij en Plattelandsbeleid en Binnenlands Bestuur, Bestuurszaken, Inburgering en Toerisme.
In 2010 keerde hij terug naar Open Vld. Dat Vanden Bussche bovendien ooit overliep van Open Vld naar LDD en pas net voor de gemeenteraadsverkiezingen van 2012 terugkwam om zo lokaal een deal met CD&V te kunnen sluiten, maakte hem in Open Vld-kringen niet bijzonder populair. In 2014 besloot hij door deze interne wrijvingen niet meer op te komen bij de parlementsverkiezingen.
In 2015 en 2016 kreeg hij kritiek op zijn houding in verband met de vluchtelingencrisis. Hij verzette zich tegen de komst van een opvangcentrum in Koksijde en nadat dit er toch kwam, stelde hij een zwembadverbod voor asielzoekers voor naar aanleiding van een incident.

### Vastgoedmakelaar
Vanden Bussche werd naast burgemeester ook vanaf 1996 eigenaar en tot 2018 zaakvoerder van het vastgoedbedrijf Domus Marcus waarmee hij in zijn gemeente een aantal grote vastgoedprojecten realiseerde. In die hoedanigheid werd hij wel vaker verdacht van belangenvermenging en handel met voorkennis.

## Personalia
Zijn eerste echtgenote overleed in 1990 op 36-jarige leeftijd aan borstkanker. Met auteur Thierry Deleu schreef hij in 2011 een biografie en familiekroniek 1661 - dum spiro, spero.
- Gemeinsame Normdatei: 1081040971
- Virtual International Authority File: 60145304928378611136
- WorldCat: E39PBJdGJgFYDBcWwq8GpWjcT3